# Thomas Sünder
Thomas Sünder (* 1975 in Hanau) ist ein deutscher Buchautor, ehemaliger DJ und Musiker.

## Leben
Thomas Sünder studierte von 1996 bis 2001 Neuere Deutsche Literatur und Medien, Philosophie und Kunstgeschichte in Marburg. Seit 2001 lebt er in Hamburg. Nach einem zweijährigen Volontariat zum PR-Berater machte er sich als Musiker, DJ und Texter selbständig.
Im März 2013 veröffentlichte Thomas Sünder im Blanvalet Verlag das Buch Wer Ja sagt, darf auch Tante Inge ausladen – Tipps vom Profi für die perfekte Hochzeitsfeier. Darin berichtet er auf humorvolle Weise von peinlichen Situationen und Pannen, die er bei seinen Einsätzen als DJ in acht Jahren auf Hochzeitsfeiern miterlebt hat. Er verdeutlicht, auf welchen Planungsfehlern solche Malheurs beruhen und gibt Ratschläge, wie sie sich vermeiden lassen. Dabei stellt er traditionelle Hochzeitsbräuche in Frage und äußert sich kritisch über die Geschäftspraktiken in der Hochzeitsindustrie. Eine Kernaussage ist, dass Brautpaare sich nicht von außen vorschreiben lassen sollten, wie die eigene Feier auszusehen hat. Das Buch entwickelte sich in wenigen Monaten zum Bestseller.
Im Dezember 2016 erschien sein zweites Buch zum Thema Hochzeit mit dem Titel Wer hat eigentlich die Ringe? Tipps vom Profi für alle Trauzeugen.
Im Februar 2019 erschien sein drittes Buch mit dem Titel Ganz Ohr – Alles über unser Gehör und wie es uns geistig fit hält, das er gemeinsam mit Dr. Andreas Borta verfasste. Damit wechselte er nicht nur zum Goldmann Verlag, sondern auch zu den Themen Populärwissenschaft und Medizin. Anlass für den Richtungswechsel war ein Hörsturz, gefolgt von Tinnitus, Schwerhörigkeit, Schwindel und schließlich der Diagnose Morbus Menière, die seine DJ-Karriere beendete. Eine Kernaussage von Ganz Ohr ist, dass die Pflege des Gehörs die wirksamste Vorbeugung gegen Demenz ist und dass sich das Demenz-Risiko bei einer Hörminderung ohne Ausgleich durch ein Hörgerät um bis zu vierhundert Prozent erhöht.
Thomas Sünder war im TV zu Gast in der NDR Talk Show und bei inka! mit Inka Bause, sowie in Radiosendungen auf Bayern 3, Radio Hamburg und Oldie 95. Bei Radio NDR 1 Welle Nord war er Juror des Wettbewerbs Verliebt, verreist, verheiratet, bei dem der schönste Heiratsantrag gekürt wurde. Er veröffentlichte Tipps ums Heiraten in Print- und Online-Medien, wie Bild.de, freundin.de, Jolie, Kölner Stadtanzeiger, Kurier Austria, mum, Neues für die Frau, und News.at.

## Werke
- Wer Ja sagt, darf auch Tante Inge ausladen. Tipps vom Profi für die perfekte Hochzeitsfeier. Sachbuch. Blanvalet Verlag, München 2013, ISBN 978-3-442-38131-9.
- Wer hat eigentlich die Ringe? Tipps vom Profi für alle Trauzeugen. Sachbuch. Blanvalet Verlag, München 2016, ISBN 978-3-7341-0402-2.
- Ganz Ohr – Alles über unser Gehör und wie es uns geistig fit hält. Sachbuch. Goldmann Verlag, München 2019, ISBN 978-3-442-15963-5.